# 梶研吾
梶 研吾（かじ けんご、男性、1961年2月7日 - ）は、三重県出身の漫画原作者・脚本家・監督・演出家・小説家・プロデューサー、2011年4月より神奈川工科大学特任教授。
この他、小池一夫主宰の「小池塾」において漫画原作講師を務めたこともある。自身のウェブサイトなどでは武王と自称することもある。

## 来歴
1983年に小池一夫主宰の劇画村塾に入塾（4期生）した後、1987年に漫画『グラップキッズ』（画：岡村賢二、双葉社）で漫画原作者としてデビュー。師匠である小池の影響を受けてか、殺し屋を取り扱った作品が多い。またそれ以外では、社会派の『交通事故鑑定人 環倫一郎』（画：樹崎聖、集英社）が代表作の一つとして数えられる。
漫画原作者としての活動の傍ら、90年代中頃より映像方面にも進出。『エコエコアザラク』（「-BIRTH OF THE WIZARD-」他）などの脚本監修や『修羅雪姫』（2001年）などのプロデュースの他、近年では特に『ULTRASEVEN X』を始めとするウルトラシリーズや、雨宮慶太原作の『牙狼-GARO-』などの特撮テレビドラマの演出やキャラクターデザイン、小説にも多数携わっている。
この他、水野大、深華などを始めとする「梶組」と呼ばれる若手俳優たちによる舞台公演の演出や、『聴こえなくても私は負けない』（著：甲地由美恵、角川書店）のボランティア的な作品の監修も行うなど、その活動は多岐にわたっている。
自身のウェブサイト上にて掲げているモットーは「好きなことしかやらない」と「地位と名誉と金銭は求めない」。

## 主な作品

### 原作

#### 漫画
- グラップキッズ（1987年、画：岡村賢二、双葉社）
- HYPER TATSUYA（1988年、画：浜田芳郎、ぶんか社）
- ボケミアン（1990年、画：嶺岸信明、光文社）
- 抱きしめたい女ベビィ（1990年、画：笠間しろう、リイド社）
- 血闘王デンジャー（1991年、画：小林かずお、光文社）
- 猛き花道（1991年、画：土山しげる、日本文芸社）
- 外道無頼（1992年、画：渡辺みちお、日本文芸社）
- 危めのヴィーナ（1992年、画：愛川哲也、スタジオシップ）
- 医候（1992年、画：土山しげる、日本文芸社）
- 我愛称（1992年、小池書院）
- 平成鉄鬼兵（1993年、画：影丸穣也、日本文芸社）
- DAN-GAN（1993年、画：猿渡哲也、双葉社（98年スコラ刊も有））
- Souls NY大和組（1993年、画：岡村賢二、小池書院）
- グラップ・ガイズ（1993年、画：岡村賢二、スコラ）
- 鉄機剣士 武王伝（1994年、画：岡村賢二、小学館）
- 弁護士 綾小路春彦（1994年、画：那須輝一郎、日本文芸社）
- 烈王（1994年、画：岡村賢二、小学館）
- 鉄と剣（1995年、画：岡村賢二、リイド社）
- ドン・マイ・ワイフ（1995年、画：岡村賢二、リイド社）
- シャングリラ-Shangri･La（1995年、画：岡村賢二、リイド社）
- 交通事故鑑定人 環倫一郎（1996年、画：樹崎聖、集英社）
- X〜クロス（1996年、画：井上紀良、集英社）
- 宇強の大空シリーズ（1997年、画：岡村賢二、集英社）
- 破天荒鑑定士 真見士（1997年、画：那須輝一郎、日本文芸社）
- "殺医"ドクター蘭丸（1998年、画：井上紀良、集英社）
- バケルンバスター孔雀（2000年、画：井上行広、集英社赤マルジャンプ）
- ETRANGER（2001年、画：富沢順、集英社）
- 食卓の騎士（2001年、画：今泉伸二、集英社）
- R2（2002年、画：樹崎聖、集英社）
- くノ21ホタル（2002年、画：小林拓己、双葉社）
- 龍猿（2002年、画：岡村賢二、集英社）
- マギー's 犬Jr.（2004年、画：叶精作、日本文芸社）
- 売王 -バイキング-（2004年、画：土山しげる、日本文芸社）
- 死星マリア（2004年、画：叶精作、日本文芸社）
- 風の三日月（2005年、画：かどたひろし、竹書房）
- 龍の首領〜Ron-Don（2007年、画：パトリック・ユー、角川書店）
- そば屋幻庵（2008年-、画：かどたひろし、リイド社）
- 仁侠姫レイラ（2009年、画：米井さとし、秋田書店・週刊少年チャンピオン）
- 駅物語（2010年、画：やまだ浩一、実業之日本社）
- ベイビーカートビッチ（2017年、画：苺野しずく、ヒーローズ）

#### 小説
- 返信 Tama.瞳の中の記憶（2006年、著：伊藤さとり、講談社）

### 小説
- 修羅々（2000年、講談社）
- バトルホームズ〜誰がために名探偵は戦う（2001年、集英社）
- バトルホームズ2〜名探偵、大西部を征く（2001年、集英社）
- 悪魔捜査官(デビルポリス)（2002年、集英社）

### 映像作品

#### 原作
- 取立屋本舗 ベビィ（1994年）
- 取立屋本舗 ベビィ2〜闇金仁義（1994年）
- 極道弁護士 綾小路春彦（1994年）
- 極道一匹狼（1998年）
- マギー's 犬Jr.（2005年、脚本および監督も担当）

#### 監修
- エコエコアザラクII -BIRTH OF THE WIZARD-（1997年、脚本監修）
- エコエコアザラクIII -MISA THE DARK ANGEL-（1997年、脚本監修）
- 七瀬ふたたび（1998年、総監修）
- うずまき（2000年、脚本監修）

#### 監督
- 渋谷マニア ｢アカツキ～Aka Tuki」（2002年）
- ブラッディ・ナイト・ア・ゴーゴー（2004年）
- 髑髏城の七人〜アカドクロ（2004年）
- ハツカレ（2006年）
- ウルトラマンマックス（2005年、監督および設定も担当）
- ウルトラマンメビウス（2006年）
- ULTRASEVEN X（2007年）
- サムライプリンセス 外道姫（2009年）
- ウルトラマンギンガ（2013年）
- 三森迷子の逃亡（2015年）

#### 脚本
- ウルトラマンコスモス（2001年）
- 牙狼-GARO-（2005年、シリーズ構成および監督も担当）
- ウルトラマンマックス 第7話「星の破壊者」（2005年、大倉崇裕と合作）
- ウルヴァリン（2011年、シリーズ構成も担当）
- アイアンマン：ライズ・オブ・テクノヴォア（2013年）

### プロデュース
- 新宿少年探偵団（1998年、キャラクタープロデュース）
- PUPS（1999年、プロデュース）
- 修羅雪姫（2001年、アソシエイトプロデューサー）
- Bird's Eye（2003年）
- 渋谷怪談（2003年）
- Jam Films2〜HOOPS MEN SOUL（2003年）
- 渋谷怪談2（2004年）

### 舞台
- 犬神戦記（2007年、演出）
- ナイトメス（2007年、演出）
- ホスピタルビルド（2008年、演出）
- ブラッドプリズナー（2010年、作・演出）
- ミチヲカケル（2011年、演出）
- 小次郎炎情剣（2011年、作・演出）
- 侍ギャンブラー銀我（2012年、作・演出）
- 紅蓮、還る（2013年、作・演出）
- 紅蓮、ふたたび（2014年、原案）

### その他
- 聴こえなくても私は負けない（監修）（2008年、著：甲地由美恵、角川書店）